# Gloucestershire
Gloucestershire ( výslovnost) je hrabství v anglickém regionu Jihozápadní Anglie. Zahrnuje části Cotswoldsu, část údolí řeky Severn a celý Forest of Dean. Hlavním městem hrabství je Gloucester, další významná města jsou Cheltenham, Stroud, Cirencester a Tewkesbury.
Bereme-li Gloucestershire jako ceremoniální hrabství, hraničí s hrabstvím Gwent ve Walesu a s ceremoniálními hrabstvími Herefordshire, Worcestershire, Warwickshire, Oxfordshire, Wiltshire, Somerset a Bristol.

## Symboly
Mottem hrabství je Prorsum semper (latinsky: Stále dopředu). V roce 2002 se květinou hrabství stal žlutý narcis.
Oficiální zkratka hrabství byla „Glos.“, často ale nesprávně se používalo i „Gloucs.“ nebo „Glouc.“.

## Historie
Gloucestershire je tradiční historické hrabství, o němž se zmiňuje již Anglosaská kronika v 10. století. Území Winchcombe a Forest of Dean však byly k hrabství připojeny až v 11. století. Oblast South Gloucestershire (jižní Gloucestershire) byla v roce 1974 připojena k hrabství Avon a po jeho zrušení v roce 1996 se stala samostatnou správní jednotkou a je součástí ceremoniálního hrabství Gloucestershire.
V roce 2007 byly v Gloucestershiru nejhorší záplavy v britské historii. RAF zachraňovalo přes 120 obyvatel z postižených oblastí. Škoda se odhadovala na 2 miliardy liber.

## Administrativní členění
Hrabství se dělí na sedm distriktů:
1. Tewkesbury
2. Forest of Dean
3. Gloucester
4. Cheltenham
5. Stroud
6. Cotswold
7. South Gloucestershire (unitary authority)

## Hospodářství
Níže je tabulka uvádějící strukturu hospodářství Gloucestershiru. Hodnoty jsou v milionech liber šterlinků.
| Rok  | Přidané hodnoty | Zemědělství | Průmysl | Služby |
| ---- | --------------- | ----------- | ------- | ------ |
| 1995 | 5,771           | 196         | 1,877   | 3,698  |
| 2000 | 8,163           | 148         | 2,677   | 5,338  |
| 2003 | 10,617          | 166         | 2,933   | 7,517  |

## Zajímavá místa
- Berkeley Castle, příklad feudální pevnosti
- Beverston Castle
- Forest of Dean
- Hailes Abbey
- Owlpen Manor
- Sudeley Castle
- Tewkesbury Abbey
- Tyndale Monument